# Serie A 2022-2023 (rugby a 15 femminile)
La serie A 2022-23 fu il 1º campionato italiano di rugby a 15 femminile di seconda divisione.
Organizzato dalla Federazione Italiana Rugby, faceva seguito all'istituzione del campionato di Eccellenza, nuovo nome del campionato di prima divisione, fino al 2022 noto come serie A.
Il campionato di serie A prevedeva una promozione in Eccellenza, con una contestuale retrocessione da tale categoria.
Si tenne tra 18 squadre, ovvero le peggiori classificate nella fase a gironi della serie A precedente più alcune nuove iscritte.
Le squadre iscritte originariamente avrebbero dovuto essere 20, ma le defezioni delle Donne Etrusche e dell'Amatori Teramo condussero la FIR a compiere accorpamenti nei gironi per rispettare il criterio di vicinanza geografica e renderli ciascuno di 6 squadre.
Vincitrice, e promossa in Eccellenza per la successiva stagione, fu la sezione femminile del Calvisano, vittoriosa nella finale di Parabiago contro il Volvera per 19-17.
Il valore delle marcature, come stabilito da World Rugby nel 2017, è: 5 punti per ciascuna meta (7 se trasformata), 7 punti per la meta tecnica, 3 punti per la realizzazione di ciascun calcio piazzato, idem per il drop.

## Formula
In ogni girone le squadre si affrontarono all'italiana con gare di andata e ritorno.
Passarono ai play-off le seguenti quattro squadre:
- la prima classificata di ogni girone
- la miglior seconda classificata per media punti/gara

In ordine di punteggio, le prime classificate ebbero il seeding di semifinale da 1 a 3, la seconda classificata il seeding 4.
Furono escluse dal passaggio ai play-off le squadre cadette delle formazioni in serie superiore.
Le semifinali si tennero in gara doppia con incontro d'andata in casa della peggiore nel seeding (nell'ordine "Seeding 4" vs "Seeding 1" e "Seeding 3" vs "Seeding 2").
La finale si tenne in gara unica il 2 aprile 2023 e la vincitrice fu promossa in Eccellenza 2023-24.

## Squadre partecipanti
| Girone 1                       | Girone B             | Girone C                          |
| ------------------------------ | -------------------- | --------------------------------- |
| Amatori&Union (Milano)         | Calvisano            | All Reds (Roma)                   |
| I Centurioni (Lumezzane)       | Forum Iulii (Udine)  | Amatori Torre (Torre del Greco)   |
| CUS Milano B                   | Montebelluna         | Bisceglie                         |
| Lions Tortona                  | Riviera (Mira)       | Le Puma Bisenzio (Campi Bisenzio) |
| San Mauro (San Mauro Torinese) | Romagna (Ravenna)    | Ragusa                            |
| Volvera                        | Valsugana B (Padova) | Spartan Queens (Montegranaro)     |

## Stagione regolare

### Girone 1
| 9-10-2022  | 1ª/6ª giornata             | 11-12-2022 |
| ---------- | -------------------------- | ---------- |
| 10-15      | Centurioni – Volvera       | 12-44      |
| 70-0       | CUS Milano – A&U Milano    | 0-20       |
| 17-22      | San Mauro – Lions Tortona  | 5-15       |
|            |                            |            |
| 13-11-2022 | 4ª/9ª giornata             | 19-2-2023  |
| 5-29       | A&U Milano – Lions Tortona | 0-27       |
| 0-20       | CUS Milano B – Centurioni  | 0-20       |
| 5-36       | San Mauro – Volvera        | 10-37      |

| 16-10-2022 | 2ª/7ª giornata             | 29-1-2023 |
| ---------- | -------------------------- | --------- |
| 0-53       | A&U Milano – San Mauro     | 0-31      |
| 5-10       | Lions Tortona – Centurioni | 8-15      |
| 17-15      | Volvera – CUS Milano       | 20-0      |
|            |                            |           |
| 27-11-2022 | 5ª/10ª giornata            | 5-3-2023  |
| 27-14      | Centurioni – San Mauro     | 17-10     |
| 22-0       | Lions Tortona – CUS Milano | 20-0      |
| 84-5       | Volvera – A&U Milano       | 41-10     |

| 30-10-2022 | 3ª/8ª giornata          | 5-2-2023 |
| ---------- | ----------------------- | -------- |
| 49-10      | Centurioni – A&U Milano | 26-7     |
| 36-10      | CUS Milano – San Mauro  | 5-45     |
| 10-41      | Lions Tortona – Volvera | 5-43     |

#### Classifica girone 1
| Pos | Squadra       | G  | V  | N | P | PF  | PS  | DP   | BMP | Pt |
| --- | ------------- | -- | -- | - | - | --- | --- | ---- | --- | -- |
| 1   | Volvera       | 10 | 10 | 0 | 0 | 378 | 82  | +296 | 8   | 48 |
| 2   | I Centurioni  | 10 | 8  | 0 | 2 | 206 | 113 | +93  | 6   | 38 |
| 3   | Lions Tortona | 10 | 6  | 0 | 4 | 163 | 136 | +27  | 7   | 31 |
| 4   | San Mauro     | 10 | 3  | 0 | 7 | 200 | 195 | +5   | 5   | 17 |
| 5   | CUS Milano B  | 10 | 2  | 0 | 8 | 126 | 194 | −68  | −1  | 7  |
| 6   | Amatori&Union | 10 | 1  | 0 | 9 | 57  | 410 | −353 | 1   | 5  |

### Girone 2
| 9-10-2022  | 1ª/6ª giornata            | 11-12-2022 |
| ---------- | ------------------------- | ---------- |
| 10-31      | Forum Iulii – Romagna     | 0-39       |
| 25-10      | Calvisano – Montebelluna  | 22-0       |
| 22-10      | Valsugana B – Riviera     | 10-10      |
|            |                           |            |
| 13-11-2022 | 4ª/9ª giornata            | 19-2-2023  |
| 8-81       | Forum Iulii – Valsugana B | 10-63      |
| 12-7       | Montebelluna – Riviera    | 5-32       |
| 20-38      | Romagna – Calvisano       | 14-39      |

| 16-10-2022 | 2ª/7ª giornata             | 29-1-2023 |
| ---------- | -------------------------- | --------- |
| 5-13       | Calvisano – Valsugana B    | 7-78      |
| 10-15      | Montebelluna – Romagna     | 7-31      |
| 54-0       | Riviera – Forum Iulii      | 31-5      |
|            |                            |           |
| 27-11-2022 | 5ª/10ª giornata            | 5-3-2023  |
| 48-0       | Calvisano – Forum Iulii    | 15-17     |
| 15-18      | Riviera – Romagna          | 12-20     |
| 19-27      | Montebelluna – Valsugana B | 0-15      |

| 30-10-2022 | 3ª/8ª giornata             | 5-2-2023 |
| ---------- | -------------------------- | -------- |
| 29-0       | Calvisano – Riviera        | 27-0     |
| 12-25      | Forum Iulii – Montebelluna | 10-17    |
| 49-0       | Valsugana B – Romagna      | 32-5     |

#### Classifica girone 2
| Pos | Squadra      | G  | V | N | P | PF  | PS  | DP   | BMP | Pt |
| --- | ------------ | -- | - | - | - | --- | --- | ---- | --- | -- |
| 1   | Valsugana B  | 10 | 9 | 1 | 0 | 390 | 74  | +316 | 7   | 45 |
| 2   | Calvisano    | 10 | 7 | 0 | 3 | 255 | 152 | +103 | 8   | 36 |
| 3   | Romagna      | 10 | 6 | 0 | 4 | 193 | 212 | −19  | 3   | 27 |
| 4   | Riviera      | 10 | 3 | 1 | 6 | 171 | 148 | +23  | 5   | 19 |
| 5   | Montebelluna | 10 | 3 | 0 | 7 | 105 | 196 | −91  | 2   | 14 |
| 6   | Forum Iulii  | 10 | 1 | 0 | 9 | 72  | 404 | −332 | 1   | 5  |

### Girone 3
| 9-10-2022  | 1ª/6ª giornata                 | 11-12-2022 |
| ---------- | ------------------------------ | ---------- |
| 8-12       | All Reds – Spartan Queens      | 0-35       |
| 10-17      | Puma Bisenzio – Amatori Torre  | 5-22       |
| 10-16      | Ragusa – Bisceglie             | 7-17       |
|            |                                |            |
| 13-11-2022 | 4ª/9ª giornata                 | 19-2-2023  |
| 12-20      | All Reds – Ragusa              | 43-7       |
| 49-0       | Puma Bisenzio – Bisceglie      | 60-7       |
| 26-17      | Spartan Queens – Amatori Torre | 17-15      |

| 16-10-2022 | 2ª/7ª giornata                 | 29-1-2023 |
| ---------- | ------------------------------ | --------- |
| 24-0       | Amatori Torre – Ragusa         | 53-0      |
| 5-12       | Bisceglie – All Reds           | 0-20      |
| 24-25      | Spartan Queens – Puma Bisenzio | 33-17     |
|            |                                |           |
| 27-11-2022 | 5ª/10ª giornata                | 5-3-2023  |
| 35-14      | Amatori Torre – All Reds       | 22-10     |
| 0-20       | Bisceglie – Spartan Queens     | 5-46      |
| 73-0       | Puma Bisenzio – Ragusa         | 77-7      |

| 30-10-2022 | 3ª/8ª giornata            | 5-2-2023 |
| ---------- | ------------------------- | -------- |
| 0-24       | All Reds – Puma Bisenzio  | 3-43     |
| 46-0       | Amatori Torre – Bisceglie | 32-5     |
| 10-22      | Ragusa – Spartan Queens   | 0-71     |

#### Classifica girone 3
| Pos | Squadra          | G  | V | N | P | PF  | PS  | DP   | BMP | Pt |
| --- | ---------------- | -- | - | - | - | --- | --- | ---- | --- | -- |
| 1   | Spartan Queens   | 10 | 9 | 0 | 1 | 306 | 97  | +209 | 9   | 45 |
| 2   | Amatori Torre    | 10 | 8 | 0 | 2 | 283 | 87  | +196 | 8   | 40 |
| 3   | Le Puma Bisenzio | 10 | 7 | 0 | 3 | 374 | 113 | +261 | 8   | 36 |
| 4   | All Reds         | 10 | 3 | 0 | 7 | 122 | 194 | −72  | 2   | 14 |
| 5   | Bisceglie        | 10 | 2 | 0 | 8 | 55  | 302 | −247 | 1   | 9  |
| 6   | Ragusa           | 10 | 1 | 0 | 9 | 61  | 408 | −347 | 1   | 5  |

## Play-off
|  | Semifinali | Semifinali     | Semifinali | Semifinali |  |  | Finale    | Finale    | Finale |  |
|  |            |                |            |            |  |  |           |           |        |  |
|  | 4          | Amatori Torre  | 5          | 0          |  |  |           |           |        |  |
|  | 1          | Volvera        | 37         | 28         |  |  | Volvera   | Volvera   | 17     |  |
|  | 3          | Calvisano      | 62         | 29         |  |  | Calvisano | Calvisano | 19     |  |
|  | 2          | Spartan Queens | 12         | 28         |  |  |           |           |        |  |

### Semifinali
| Napoli 19 marzo 2023, ore 14:30 UTC+1 Semifinale 1 andata | Amatori Torre         | 5 – 37 | Volvera | Villaggio del Rugby\| Arbitro: \| Daniele Olivi (Lucca) \| |
| Arbitro:                                                  | Daniele Olivi (Lucca) |        |         |                                                            |

| Arbitro: | Anna Catagini (Vicenza) |

| |    |                             |
| Pusceddu 2’ Seye 6’, 23’ Corsini 9’, 46’ Sberna 16’ Carminati 28’ Signorini 40’ Ghiurca 53’ Bonvicini 67’ | mt | 19’ Mogetta 73’ Quintavalle |
| Signorini 9’, 16’, 23’, 40’, 46’, 53’                                                                     | tr | 19’ Mogetta                 |

| Arbitro: | Alice Torra (Milano) |

|                                  |    |  |
| Tombolato 15’, 35’, 55’ Tota 18’ | mt |  |
| Marcuzzo 15’, 18’, 35’, 55’      | tr |  |

| Arbitro: | Daniele Ambrosio (Napoli) |

|                         |      |                                |
| Mogetta (2) Marchegiani | mt   | Corsini (2) Sberna (2) Ramírez |
| Mogetta (2)             | tr   | Signorini (2)                  |
| Mogetta (3)             | c.p. |                                |

### Finale
| Arbitro: | M. Clotilde Benvenuti (Roma) |

| |              | |
| A. Tombolato 12’, 80’ | mt           | 8’ Ghiurca 74’ Marzocchi |
| Marcuzzo 12’, 80’ | tr           | |
| Marcuzzo 55’ | c.p.         | 36’, 46’, 66’ Signorini |
| · Drissi · 80’ Cecati · Rochas (c) · 49’ A. Tombolato · 80’ Iurisci · Romano · I. Tombolato · Marcuzzo · Turillo · 80’ Mugnaini · 80’ Reyneri · 48’ Tota · 41’ Lorenzo · 27’ Salvati · 38’ Arruzza | Formazioni   | · Corsini · Marzocchi · Pasquali · Carminati 41’ · Bonvicini · Lera · Paletti · Sberna (c) · Armanasco · Zazzera · Signorini · Ghiurga · Costantini · Ramírez López · Rossi |
| · 27’ Gariglio · 41’ B. Tombolato · 48’ Castiglia · 80’ A. Asti · 80’ M. Asti · 80’ D’Amelio · 80’ Sirigu                                                                                          | Sostituzioni | · Bonfiglio 41’ |
| Davide Notario | Allenatori   | Alessandro Cudicio |

## Verdetti
- Calvisano: campione d'Italia di serie A e promossa in Serie A Élite 2023-24.